# Juozas Balčikonis
Juozas Balčikonis (24. března 1885 – 5. února 1969 Vilnius) byl litevský lexikograf a spolu s Jonasem Jablonskisem zakladatel litevské profesionální lingvistiky. Balčikonis navázal na dílo Jablonskise a rozvíjel normativní teorii litevského jazyka.